# Droga wojewódzka 474
Die Droga wojewódzka 474 (DW 474) ist eine fünf Kilometer lange Droga wojewódzka (Woiwodschaftsstraße) in der polnischen Woiwodschaft Pommern, die zur Gänze in Gdynia verläuft. Die Strecke liegt in der kreisfreien Stadt Gdynia.

## Streckenverlauf
Woiwodschaft Pommern, Kreisfreie Stadt Gdynia
-  Gdynia (Gdingen) (S 6, DK 6, DK 20, DW 468)